# Half-Life 2
Half-Life 2 е компютърна игра, продължение на футуристичния екшън от първо лице Half-Life създаден от Valve.

## История
Пусната е на пазара на 16 ноември 2004 г. след петгодишна разработка, струваща общо около $40 милиона долара. Първоначално е трябвало да бъде пусната на 30 септември 2003, но разработчиците от Valve осъзнават, че играта няма да бъде готова за тази дата (въпреки това директорът на Valve – Гейб Нюъл, непрестанно потвърждава датата 30 септември за крайна). Това довежда до известното изтичане на играта в Интернет, известно като 2003 Leak, извършено от германския хакер Аксел Гамбе. Играта получава много добри ревюта и одобрението на критиците, печелейки над 35 награди за игра на годината. Играта се развива във въображаемия град „Сити 17“ в близкото бъдеще. Half-Life 2 следва съдбата на учения Гордън Фриймън (който е кръстен на физика Фриймън Дайсън). Той трябва да се бори с много неблагоприятни случайности и срещу него отново се изправят извънземни. В своята борба към него се присъединяват различни съюзници включително бивши колеги от Блек Меса и потиснати граждани на Град 17.
Играта използва игровия енджин Source заедно със силно модифициран физичен енджин Havok. Half-Life 2 е получава бурно одобрение заради прогреса си с в сферата на компютърната анимация, звукът, изкуственият интелект и физичният енджин. Продадени са над 6.5 милиона копия от тази игра. По приблизителни оценки 25% от тях са закупени чрез системата Steam.

## Сюжет
Във въведението G-Man „събужда“ Гордън Фриймън, който е бил „замразен“ за 20 години, след като приема предложението му в края на Half-Life. Светът е превзет от така наречените извънземни Combine, които са приветствани от Доктор Брийн (Администратора на Блек Меса). Играта започва с пристигането на главния герой в Град 17 – град, вдъхновен от „1984“ на Оруел. Гордън се среща с Барни Калхун и се отправя към лабораторията на Доктор Айзък Клайнер чрез помощта на Аликс Ванс. Там той трябва да бъде телепортиран до лабораторията на Илай (Black Mesa East), но телепортът се разваля заради Ламар (Headcrab), която е отглеждана от д-р Клайнер, и за кратко време по погрешка се телепортира в кабинета на Брийн, след което докторът предупреждава Combine за присъствието на Фриймьн в Град 17. Барни съветва Фриймън да поеме по каналите на града и да стигне до Black Mesa East. После Аликс му дава устройство, известно като Гравитационно оръжие (Gravity Gun) и след това му представя DØg, който е нейният голям домашен любимец робот. Combine атакуват лабораторията, като принуждават Фриймън да избяга през стария тунел към Рейвънхолм, за да стигне до „крайбрежието“ да повика помощ.
В Рейвънхолм Combine са обстрелвали градчето с Headcrab Canisters и почти всички хора са мъртви и превърнати в зомбита, а единственият жив човек там е Отец Григорий. Григорий помага на Фриймън да избяга от Рейвънхолм и да се насочи към следващата си цел – корабостроителницата извън Сити 17 по крайбрежието. Там той получава информация по радиото от Аликс, че Илай е бил хванат и отведен в Нова Проспект – силно охраняван затвор. Гордън стига дотам и намира Илай и доктор Мосман. Аликс отново се присъединява към него, като доктор Мосман прави разсейване в пространството, през което тя и Илай се телепортират в Цитаделата, а Аликс и Гордън се пренасят в лабораторията на Клайнер, но поради неизправност в екипировката те се телепортират седмица по-късно. През това време разрушаването на Нова Проспект е прието от поробените граждани за начало на революцията. Фриймън завежда бунтовници до Цитаделата, за да му помогнат да освободи Илай Ванс, докато Аликс помага на доктор Клайнер да избяга от лабораторията. Докато Фриймън с помощта на Барни Калхун унищожават специалното устройство, което пречи на съпротивата да се разгърне, Аликс бива хваната и отведена в Цитаделата. Гордън влиза в Цитаделата през подземен вход. Всички негови оръжия биват отнети, след като навлиза в магнитно поле, но поради грешка в системата, само Гравитационното оръжие остава и придобива извънредно голяма сила. Фриймън освобождава Илай. Той и Аликс следват Брийн до реактора, където се опитва да избяга с телепорт до място далече от Земята. Фриймън успява да попречи на Брийн да избяга и унищожава реактора на тъмна енергия на Цитаделата. Това довежда до масивна експлозия, която е краят на Half-Life 2 оттогава започва Half-Life 2: Episode One.

## Художествен дизайн
В играта могат да бъдат намерени някои български елементи. Части от Град 17 са вдъхновени от българската столица София. В началото на играта, докато Гордън се разхожда на тавана на блокове, може да се види надпис, на който пише „Цимент“ и който е изписан на кирилица. Тогавашният артдиректор на Valve, Виктор Антонов, предлага сюжетът да се развие в покрайнините на град, разположен в Източна Европа. Темата за сблъскването на старото и новото допада на Антонов и той решава да вмъкне различни елементи от източноевропейски градове като Рига, Вилнюс, Белград, Санкт Петербург, Одеса, Севастопол, Констанца и София.